# 7739 Чех
7739 Чех (7739 Čech) — астероїд головного поясу, відкритий 14 лютого 1982 року.
Тіссеранів параметр щодо Юпітера — 3,562.